# Michael Pregernig
Michael Pregernig (* 1968 in Saalfelden) ist ein österreichischer Sozialwissenschaftler. Er ist Professor für Sustainability Governance am Institut für Umweltsozialwissenschaften und Geographie der Albert-Ludwigs-Universität Freiburg.

## Leben
Von 1988 bis 1994 studierte er Handelswissenschaften mit Schwerpunkt Umweltökonomie an der Wirtschaftsuniversität Wien und von 1989 bis 1995 Forstwirtschaft mit Schwerpunkt Umwelt- und Ressourcenpolitik an der Universität für Bodenkultur Wien. Von 1995 bis 1999 absolvierte er ein Doktoratsstudium an der Universität für Bodenkultur Wien. Nach der Habilitation 2006 (venia docendi) im Fach „Umwelt- und Ressourcenpolitik“ an der Universität für Bodenkultur Wien ist er seit 2016 Professor für Sustainability Governance am Institut für Umweltsozialwissenschaften und Geographie der Albert-Ludwigs-Universität Freiburg.

## Schriften (Auswahl)
- mit Josef Bürg und Andreas Ottitsch: Die Wiener und ihre Wälder. Zusammenfassende Analyse sozioökonomischer Erhebungen über die Beziehung der Wiener Stadtbevölkerung zu Wald und Walderholung. Wien 1999, OCLC 76055261.
- Die Akzeptanz wissenschaftlicher Erkenntnisse. Determinanten der Umsetzung wissenschaftlichen Wissens am Beispiel der österreichischen „Forschungsinitiative gegen das Waldsterben“.  Frankfurt am Main 1999, ISBN 3-631-35442-8.